# Буковчани
Буковчани су насељено место у саставу града Липика, у западној Славонији, Република Хрватска.

## Историја
До нове територијалне организације у Хрватској, налазило се у саставу бивше велике општине Пакрац. Буковчани су се од распада Југославије до маја 1995. године налазили у Републици Српској Крајини.

## Становништво
На попису становништва 2011. године, Буковчани су имали 17 становника.
| Националност       | 1991.        |
| Срби               | 111 (74,49%) |
| Хрвати             | 32 (21,47%)  |
| Југословени        | 5 (3,35%)    |
| остали и непознато | 1 (0,67%)    |
| Укупно             | 149          |